# 8 Horas de Suzuka
As 8 Horas de Suzuka é uma corrida de resistência de motociclismo com duração de oito horas disputada anualmente no Circuito de Suzuka, localizado no Japão. Considerada pelos japoneses como um dos eventos mais importantes do país, a ponto de em 1990 ter alcançado um público pagante recorde de 160 mil pessoas, a corrida realizada desde 1978 atualmente integra o calendário do Campeonato Mundial de Resistência da FIM.

## História
O circuito que hospeda a corrida possui 5.807 metros e 18 curvas, tendo sido criado em 1962 por iniciativa de Soichiro Honda, o fundador da empresa homônima, para ser utilizado para testes das motos da empresa. A primeira corrida no local ocorreu em 1978, em competição de prototipagem disputada pelas quatro principais empresas de motociclismo do país, Yamaha, Honda, Suzuki e Kawasaki. A partir de 1993 a corrida passou a adotar as regulamentações da FIM para as provas de resistência, com ela sendo focada nas superbikes, e também passou a adotar uma classe para motos sem carenagem, popularmente conhecidas como naked. Até 2008 a corrida era realizada com dois pilotos revezando as oito horas, sendo incorporado um terceiro piloto a partir de 2009.
Desde seu início, a corrida tem atraído alguns dos principais pilotos das competições de velocidade, principalmente em início de carreira, dado a corrida ocorrer durante as competições de velocidade. O estadunidense Wayne Rainey venceu a corrida em 1988 antes de obter o seu tricampeonato nas 500cc em 1990, 1991 e 1992; com o também estadunidense Eddie Lawson vencendo em 1990 já após ter conquistado o seu tetracampeonato na mesma categoria, em 1984, 1986, 1988 e 1989. O australiano Mick Doohan venceu em 1991, antes do seu pentacampeonato nas 500cc, em 1994, 1995, 1996, 1997 e 1998. O último piloto da principal categoria de velocidade a vencer a competição fora o italiano Valentino Rossi, em 2001, mesmo ano que conquistou seu primeiro título nas 500cc, ano também marcado por integrar a última dupla até 2019 a vencer a corrida sem um japonês na equipe. Além destes, a corrida também contou com vitórias do brasileiro Alex Barros, em 1999, piloto com longa carreira na MotoGP e do espanhol Pol Espargaró, vencedor em 2015 e 2016, e campeão da Moto2 em 2013. Destacados pilotos de superbike também venceram a corrida, como Colin Edwards (1996, 2001 e 2002), Alex Lowes (2016, 2017 e 2018), Michael van der Mark (2017 e 2018) e Leon Haslam (2019).

## Estatísticas

### Vitórias por construtures
| # Vitórias | Construtor |
| ---------- | ---------- |
| 31         | Honda      |
| 8          | Yamaha     |
| 5          | Suzuki     |
| 2          | Kawasaki   |

### Vitórias por pilotos
| # Vitórias | Piloto |
| ---------- | --- |
| 7          | Takumi Takahashi |
| 5          | Tōru Ukawa |
| 4          | Wayne Gardner, Shin'ichi Itō, Ryūichi Kiyonari, Katsuyuki Nakasuga, Michael van der Mark |
| 3          | Kōsuke Akiyoshi, Mike Baldwin, Colin Edwards, Tadayuki Okada, Aaron Slight, Takumi Takahashi, Alex Lowes, Leon Haslam |
| 2          | Wes Cooley, Manabu Kamada, Daijirō Katō, Kevin Magee, Dominique Sarron, Pol Espargaró, Jonathan Rea |
| 1          | David Aldana, Nobuatsu Aoki, Alex Barros, Daryl Beattie, Carlos Checa, Michael Cole, Graeme Crosby, Michael Doohan, Noriyuki Haga, Shinji Hagiwara, Tony Hatton, Richard Hubin, Shigeo Iljima, Hitoyasu Izutsu, Yukio Kagayama, Eddie Lawson, Fred Merkel, Herve Moineau, Takaaki Nakagami, Yukio Nukumi, Doug Polen, Wayne Rainey, Valentino Rossi, Scott Russell, Daisaku Sakai, Bradley Smith, Tadahiko Taira, Kazuki Tokudome, Masaki Tokuno, Takeshi Tsujimura, Alex Vieira, Martin Wimmer, Toprak Razgatlıoğlu |

## Ligação externa
- «Página oficial» (em japonês)